# 16255 Hampton
16255 Hampton è un asteroide della fascia principale. Scoperto nel 2000, presenta un'orbita caratterizzata da un semiasse maggiore pari a 2,9511578 UA e da un'eccentricità di 0,1170781, inclinata di 0,85806° rispetto all'eclittica.